# 1995-ös úszó-Európa-bajnokság
Az 1995-ös úszó-Európa-bajnokságot Bécsben, Ausztriában rendezték augusztus 22. és augusztus 27. között. Az Eb-n 47 versenyszámot rendeztek. 32-t úszásban, 4-et nyílt vízi úszásban, 6-ot műugrásban, 3-at szinkronúszásban és 2-t vízilabdában.
Az Eb hivatalos programjába került a nyílt vízi úszás.

## Éremtáblázat
(A táblázatban a rendező nemzet eltérő háttérszínnel kiemelve.)
| Helyezés | Nemzet           | Arany | Ezüst | Bronz | Összesen |
| 1.       | Oroszország      | 17    | 2     | 4     | 23       |
| 2.       | Németország      | 13    | 13    | 11    | 37       |
| 3.       | Magyarország     | 3     | 7     | 1     | 11       |
| 4.       | Belgium          | 3     | 1     | 2     | 6        |
| 5.       | Finnország       | 3     | 0     | 1     | 4        |
| 6.       | Dánia            | 2     | 2     | 2     | 6        |
| 7.       | Olaszország      | 2     | 1     | 6     | 9        |
| 8.       | Írország         | 2     | 1     | 0     | 3        |
| 9.       | Svédország       | 1     | 5     | 2     | 8        |
| 10.      | Hollandia        | 1     | 3     | 2     | 6        |
| 11.      | Franciaország    | 0     | 4     | 2     | 6        |
| 12.      | Ukrajna          | 0     | 3     | 1     | 4        |
| 13.      | Nagy-Britannia   | 0     | 2     | 5     | 7        |
| 14.      | Lengyelország    | 0     | 2     | 3     | 5        |
| 15.      | Románia          | 0     | 1     | 0     | 1        |
| 16.      | Norvégia         | 0     | 0     | 2     | 2        |
| 17.      | Fehéroroszország | 0     | 0     | 1     | 1        |
| 17.      | Csehország       | 0     | 0     | 1     | 1        |
| 17.      | Görögország      | 0     | 0     | 1     | 1        |
| 17.      | Spanyolország    | 0     | 0     | 1     | 1        |
| Összesen | Összesen         | 47    | 47    | 48    | 142      |

## Érmesek

### Úszás
- WR – világrekord
- ER – Európa-rekord (európai versenyző által elért eddigi legjobb eredmény)

#### Férfi
| Versenyszám               | Arany                                                                                | Arany      | Ezüst                                                                                   | Ezüst    | Bronz                                                                                         | Bronz    |
| ------------------------- | ------------------------------------------------------------------------------------ | ---------- | --------------------------------------------------------------------------------------- | -------- | --------------------------------------------------------------------------------------------- | -------- |
| 50 m-es gyorsúszás        | Alekszandr Popov · Oroszország                                                       | 22,25      | Christophe Kalfayan · Franciaország                                                     | 22,63    | Torsten Spanneberg · Németország                                                              | 22,66    |
| 100 m-es gyorsúszás       | Alekszandr Popov · Oroszország                                                       | 49,10      | Torsten Spanneberg · Németország                                                        | 49,67    | Björn Zikarsky · Németország                                                                  | 50,23    |
| 200 m-es gyorsúszás       | Jani Sievinen · Finnország                                                           | 1:48,98    | Anders Holmertz · Svédország                                                            | 1:49,12  | Antti Kasvio · Finnország                                                                     | 1:49,24  |
| 400 m-es gyorsúszás       | Steffen Zesner · Németország                                                         | 3:50,35    | Paul Palmer · Nagy-Britannia                                                            | 3:50,43  | Anders Holmertz · Svédország                                                                  | 3:51,01  |
| 1500 m-es gyorsúszás      | Jörg Hoffmann · Németország                                                          | 15:11,25   | Graeme Smith · Nagy-Britannia                                                           | 15:11,90 | Steffen Zesner · Németország                                                                  | 15:20,46 |
|                           |                                                                                      |            |                                                                                         |          |                                                                                               |          |
| 100 m-es hátúszás         | Vladimir Selkov · Oroszország                                                        | 55,48      | Jirka Letzin · Németország                                                              | 56,24    | Stefaan Maene · Belgium                                                                       | 56,32    |
| 200 m-es hátúszás         | Vladimir Selkov · Oroszország                                                        | 1:58,48    | Nicolae Butacu · Románia                                                                | 1:59,96  | Adam Ruckwood · Nagy-Britannia                                                                | 2:00,16  |
|                           |                                                                                      |            |                                                                                         |          |                                                                                               |          |
| 100 m-es mellúszás        | Frédérik Deburghgraeve · Belgium                                                     | 1:01,12    | Güttler Károly · Magyarország                                                           | 1:01,38  | Andrey Korneyev · Oroszország                                                                 | 1:01,79  |
| 200 m-es mellúszás        | Andrey Korneyev · Oroszország                                                        | 2:12,62    | Güttler Károly · Magyarország                                                           | 2:12,95  | Frédérik Deburghgraeve · Belgium                                                              | 2:14,01  |
|                           |                                                                                      |            |                                                                                         |          |                                                                                               |          |
| 100 m-es pillangóúszás    | Denis Pankratov · Oroszország                                                        | 52,32 WR   | Denys Sylantyev · Ukrajna                                                               | 53,37    | Rafał Szukała · Lengyelország                                                                 | 53,45    |
| 200 m-es pillangóúszás    | Denis Pankratov · Oroszország                                                        | 1:56,34    | Konrad Gałka · Lengyelország                                                            | 1:59,50  | Chris-Carol Bremer · Németország                                                              | 1:59,96  |
|                           |                                                                                      |            |                                                                                         |          |                                                                                               |          |
| 200 m-es vegyesúszás      | Jani Sievinen · Finnország                                                           | 1:58,61    | Czene Attila · Magyarország                                                             | 2:00,88  | Christian Keller · Németország                                                                | 2:02,24  |
| 400 m-es vegyesúszás      | Jani Sievinen · Finnország                                                           | 4:14,75    | Marcin Malinski · Lengyelország                                                         | 4:18,32  | Luca Sacchi · Olaszország                                                                     | 4:18,82  |
|                           |                                                                                      |            |                                                                                         |          |                                                                                               |          |
| 4 × 100 m-es gyorsváltó   | Oroszország · Vladimir Predkin · Roman Shegolov · Roman Yegorov · Alekszandr Popov   | 3:18,84    | Németország · Christian Tröger · Christian Keller · Torsten Spanneberg · Björn Zikarsky | 3:19,76  | Svédország · Lars Frölander · Christer Wallin · Fredrik Letzler · Anders Holmertz             | 3:21,07  |
| 4 × 200 m-es gyorsváltó   | Németország · Christian Keller · Oliver Lampe · Torsten Spanneberg · Steffen Zesner  | 7:18,22    | Svédország · Christer Wallin · Anders Holmertz · Lars Frölander · Chris Eliasson        | 7:19,95  | Olaszország · Massimiliano Rosolino · Pier Maria Siciliano · Emanuele Merisi · Emanuele Idini | 7:20,96  |
| 4 × 100 m-es vegyes váltó | Oroszország · Vladimir Selkov · Andrey Korneyev · Denis Pankratov · Alekszandr Popov | 3:38,11 ER | Magyarország · Deutsch Tamás · Güttler Károly · Horváth Péter · Czene Attila            | 3:40,88  | Németország · Tino Weber · Mark Warnecke · Fabian Hieronimus · Björn Zikarsky                 | 3:41,55  |

#### Női
| Versenyszám               | Arany                                                                                   | Arany   | Ezüst                                                                              | Ezüst   | Bronz                                                                          | Bronz   |
| ------------------------- | --------------------------------------------------------------------------------------- | ------- | ---------------------------------------------------------------------------------- | ------- | ------------------------------------------------------------------------------ | ------- |
| 50 m-es gyorsúszás        | Linda Olofsson · Svédország                                                             | 25,76   | Franziska van Almsick · Németország                                                | 25,80   | Angela Postma · Hollandia                                                      | 25,86   |
| 100 m-es gyorsúszás       | Franziska van Almsick · Németország                                                     | 55,34   | Mette Jacobsen · Dánia                                                             | 56,02   | Karen Pickering · Nagy-Britannia                                               | 56,05   |
| 200 m-es gyorsúszás       | Kerstin Kielgass · Németország                                                          | 2:00,56 | Malin Nilsson · Svédország                                                         | 2:01,35 | Mette Jacobsen · Dánia · Karen Pickering · Nagy-Britannia                      | 2:01,52 |
| 400 m-es gyorsúszás       | Franziska van Almsick · Németország                                                     | 4:08,37 | Carla Geurts · Hollandia                                                           | 4:10,73 | Irene Dalby · Norvégia                                                         | 4:13,44 |
| 800 m-es gyorsúszás       | Julia Jung · Németország                                                                | 8:36,08 | Jana Henke · Németország                                                           | 8:36,68 | Irene Dalby · Norvégia                                                         | 8:38,82 |
|                           |                                                                                         |         |                                                                                    |         |                                                                                |         |
| 100 m-es hátúszás         | Mette Jacobsen · Dánia                                                                  | 1:02,46 | Cathleen Rund · Németország                                                        | 1:02,91 | Nina Zhivanevskaya · Oroszország                                               | 1:03,06 |
| 200 m-es hátúszás         | Egerszegi Krisztina · Magyarország                                                      | 2:07,24 | Dagmar Hase · Németország                                                          | 2:10,60 | Cathleen Rund · Németország                                                    | 2:10,96 |
|                           |                                                                                         |         |                                                                                    |         |                                                                                |         |
| 100 m-es mellúszás        | Brigitte Becue · Belgium                                                                | 1:09,30 | Svetlana Bondarenko · Ukrajna                                                      | 1:09,73 | Kovács Ágnes · Magyarország                                                    | 1:10,77 |
| 200 m-es mellúszás        | Brigitte Becue · Belgium                                                                | 2:27,60 | Svetlana Bondarenko · Ukrajna                                                      | 2:30,50 | Alicja Pęczak · Lengyelország                                                  | 2:30,59 |
|                           |                                                                                         |         |                                                                                    |         |                                                                                |         |
| 100 m-es pillangóúszás    | Mette Jacobsen · Dánia                                                                  | 1:00,64 | Ilaria Tocchini · Olaszország                                                      | 1:01,13 | Cécile Jeanson · Franciaország                                                 | 1:01,15 |
| 200 m-es pillangóúszás    | Michelle Smith · Írország                                                               | 2:11,60 | Mette Jacobsen · Dánia                                                             | 2:12,29 | Sophia Skou · Dánia                                                            | 2:13,31 |
|                           |                                                                                         |         |                                                                                    |         |                                                                                |         |
| 200 m-es vegyesúszás      | Michelle Smith · Írország                                                               | 2:15,27 | Brigitte Becue · Belgium                                                           | 2:16,15 | Alicja Pęczak · Lengyelország                                                  | 2:17,42 |
| 400 m-es vegyesúszás      | Egerszegi Krisztina · Magyarország                                                      | 4:40,33 | Michelle Smith · Írország                                                          | 4:42,81 | Cathleen Rund · Németország                                                    | 4:46,22 |
|                           |                                                                                         |         |                                                                                    |         |                                                                                |         |
| 4 × 100 m-es gyorsváltó   | Németország · Franziska van Almsick · Simone Osygus · Kerstin Kielgass · Daniela Hunger | 3:43,89 | Svédország · Louise Jöhncke · Louise Karlsson · Linda Olofsson · Ellenor Svensson  | 3:45,21 | Nagy-Britannia · Sue Rolph · Claire Huddart · Alex Bennett · Karen Pickering   | 3:46,89 |
| 4 × 200 m-es gyorsváltó   | Németország · Dagmar Hase · Julia Jung · Kerstin Kielgass · Franziska van Almsick       | 8:06,11 | Hollandia · Carla Geurts · Minouche Smit · Patricia Stokkers · Kirsten Vlieghuis   | 8:10,17 | Nagy-Britannia · Vickey Horner · Claire Huddart · Katja Goddard · Alex Bennett | 8:14,31 |
| 4 × 100 m-es vegyes váltó | Németország · Cathleen Rund · Jana Dörries · Julia Voitowitch · Franziska van Almsick   | 4:09,97 | Magyarország · Egerszegi Krisztina · Kovács Ágnes · Klocker Edit · Lakos Gyöngyvér | 4:12,00 | Spanyolország · María Tato · María Olay · María Peláez · Claudia Franco        | 4:12,52 |

### Nyílt vízi úszás
Férfi
| Versenyszám            | Arany                             | Arany     | Ezüst                             | Ezüst     | Bronz                          | Bronz     |
| ---------------------- | --------------------------------- | --------- | --------------------------------- | --------- | ------------------------------ | --------- |
| 5 km nyílt vízi úszás  | Aleksey Akatiyev · Oroszország    | 55:00,3   | Christof Wandratsch · Németország | 56:06,8   | Samuele Pampana · Olaszország  | 56:10,3   |
| 25 km nyílt vízi úszás | Christof Wandratsch · Németország | 5:11:36,3 | Aleksey Akatiyev · Oroszország    | 5:13:49,8 | Stéphane Lecat · Franciaország | 5:14:46,4 |

Női
| Versenyszám            | Arany                      | Arany     | Ezüst                      | Ezüst     | Bronz                          | Bronz     |
| ---------------------- | -------------------------- | --------- | -------------------------- | --------- | ------------------------------ | --------- |
| 5 km nyílt vízi úszás  | Kovács Rita · Magyarország | 1:00:38,3 | Peggy Büchse · Németország | 1:00:50,8 | Valeria Casprini · Olaszország | 1:01:07,6 |
| 25 km nyílt vízi úszás | Peggy Büchse · Németország | 5:32:36,4 | Edith van Dijk · Hollandia | 5:36:05,5 | Yvetta Hlaváčová · Csehország  | 5:38:08,3 |

### Műugrás

#### Férfi
| Versenyszám         | Arany                               | Arany  | Ezüst                         | Ezüst  | Bronz                       | Bronz  |
| ------------------- | ----------------------------------- | ------ | ----------------------------- | ------ | --------------------------- | ------ |
| 1 m-es műugrás      | Edwin Jongejans · Hollandia         | 420,75 | Joakim Andersson · Svédország | 387,60 | Boris Lietzow · Németország | 379,26 |
| 3 m-es műugrás      | Dmitri Sautin · Oroszország         | 670,38 | Jan Hempel · Németország      | 634,05 | Roman Volodkov · Ukrajna    | 615,81 |
| 10 m-es toronyugrás | Vlagyimir Tyimosinyin · Oroszország | 673,83 | Jan Hempel · Németország      | 662,46 | Dmitri Sautin · Oroszország | 648,84 |

#### Női
| Versenyszám         | Arany                     | Arany  | Ezüst                          | Ezüst  | Bronz                                  | Bronz  |
| ------------------- | ------------------------- | ------ | ------------------------------ | ------ | -------------------------------------- | ------ |
| 1 m-es műugrás      | Vera Ilyina · Oroszország | 275,25 | Dörte Lindner · Németország    | 271,20 | Svetlana Alekseyeva · Fehéroroszország | 240,72 |
| 3 m-es műugrás      | Vera Ilyina · Oroszország | 523,23 | Yuliya Pakhalina · Oroszország | 520,20 | Claudia Bockner · Németország          | 518,64 |
| 10 m-es toronyugrás | Ute Wetzig · Németország  | 444,24 | Conny Schmalfuss · Németország | 435,84 | Svetlana Timoshinina · Oroszország     | 431,55 |

### Szinkronúszás
| Versenyszám | Arany                                           | Arany  | Ezüst                                                | Ezüst  | Bronz                                             | Bronz  |
| ----------- | ----------------------------------------------- | ------ | ---------------------------------------------------- | ------ | ------------------------------------------------- | ------ |
| Egyéni      | Olga Sedakova · Oroszország                     | 99,160 | Marianne Aeschbacher · Franciaország                 | 97,520 | Christina Thalassinidou · Görögország             | 95,360 |
| Páros       | Oroszország · Yelena Azarova · Mariya Kiselyova | 98,880 | Franciaország · Marianne Aeschbacher · Myriam Lignot | 96,920 | Olaszország · Giovanna Burlando · Manuela Carnini | 96,040 |
| Csapat      | Oroszország                                     | 98,880 | Franciaország                                        | 97,160 | Olaszország                                       | 95,480 |

### Vízilabda
| Versenyszám | Arany       | Ezüst        | Bronz       |
| ----------- | ----------- | ------------ | ----------- |
| Férfi       | Olaszország | Magyarország | Németország |
| Női         | Olaszország | Magyarország | Hollandia   |